# Chiedo asilo
Chiedo asilo è un film del 1979 diretto da Marco Ferreri, vincitore dell'Orso d'argento, gran premio della giuria al Festival di Berlino 1980.

## Trama
Per la prima volta in una scuola materna nel rione Corticella (Bologna) prende servizio un maestro di sesso maschile. Roberto, questo il suo nome, è un eccellente educatore, che stabilisce subito un ottimo rapporto con i bambini (che fra l'altro apprezzano moltissimo l'insolita presenza non "materna" nel corpo insegnante), e con le colleghe; tuttavia i suoi metodi educativi, piuttosto anticonvenzionali e ispirati ad una grande libertà, lo porteranno ad avere alcuni problemi con i tutori dell'ordine.
Roberto instaura una relazione con Isabella, madre nubile della sua alunna Michela, e la donna si ritrova un'altra volta incinta; inoltre si lega di particolare amicizia con Gianluigi, un bambino affetto da disturbi comportamentali, che non parla e si alimenta pochissimo e in considerazione di questo viene allontanato dall'asilo per essere ospitato in una casa di cura. Nell'estate successiva Isabella, prossima al parto, manifesta l'intenzione di trasferirsi in Sardegna dove possiede un cinema dismesso. Roberto, pur non espressamente invitato a seguirla, la accompagna insieme a un gruppo di bambini fra cui Gianluigi. Proprio nel giorno in cui Isabella dà alla luce il suo secondo bambino Gianluigi inizia a dare i primi veri segni di guarigione.